# Landtagswahlkreis Wangen
Der Wahlkreis Wangen (Wahlkreis 68) ist ein Landtagswahlkreis im Südosten von Baden-Württemberg. Er umfasste bei der Landtagswahl 2021 die Gemeinden Achberg, Aichstetten, Aitrach, Amtzell, Argenbühl, Aulendorf, Bad Waldsee, Bad Wurzach, Bergatreute, Isny im Allgäu, Kißlegg, Leutkirch im Allgäu, Vogt, Wangen im Allgäu und Wolfegg aus dem Landkreis Ravensburg sowie aus dem Landkreis Biberach die Gemeinden Berkheim, Dettingen an der Iller, Erolzheim, Kirchberg an der Iller, Kirchdorf an der Iller, Rot an der Rot und Tannheim. Wahlberechtigt waren 125.021 Einwohner des Wahlkreises.
Die Grenzen der Landtagswahlkreise wurden nach der Kreisgebietsreform von 1973 zur Landtagswahl 1976 grundlegend neu zugeschnitten und seitdem nur punktuell geändert. Der Wahlkreis Wangen umfasste zunächst nur Gemeinden aus dem östlichen Teil des Landkreises Ravensburg. Infolge überdurchschnittlichen Bevölkerungswachstums im benachbarten Landkreis Biberach wurden zur Landtagswahl 2006 erstmals Änderungen notwendig. Die im württembergischen Illertal liegenden Gemeinden Berkheim, Kirchdorf an der Iller und Tannheim aus dem Wahlkreis Biberach wurden dem Wahlkreis Wangen zugeordnet. Ab der Landtagswahl 2011 an wurden auch die Gemeinden Dettingen an der Iller, Erolzheim, Kirchberg an der Iller und Rot an der Rot sowie die bisher zum Wahlkreis Ravensburg gehörende Gemeinde Aulendorf an den Wahlkreis Wangen angegliedert.

## Wahl 2021
Die Landtagswahl 2021 hatte folgendes Ergebnis:
| Direktkandidat      | Partei           | Stimmen in % | Landtagswahl 2016 Stimmen in % |
| ------------------- | ---------------- | ------------ | ------------------------------ |
| Petra Krebs         | Grüne            | 31,3         | 30,3                           |
| Raimund Haser       | CDU              | 30,6         | 35,1                           |
| Helmut Dietz        | AfD              | 9,5          | 13,9                           |
| Rainer Marquart     | SPD              | 6,5          | 7,5                            |
| Frank Scharr        | FDP              | 8,9          | 6,1                            |
| Enes Muric          | DIE LINKE        | 2,7          | 1,9                            |
| Frank Rogg          | ödp              | 1,9          | 1,9                            |
| Klaus Wirthwein     | Freie Wähler     | 3,9          | 1,2                            |
| Sona Pietsch        | Menschliche Welt | 0,7          | –                              |
| Heike Padberg       | dieBasis         | 1,5          | –                              |
| Rainer Deuschel     | KlimalisteBW     | 1,0          | –                              |
| Anette Lenz         | WiR2020          | 1,0          | –                              |
| Daniel Stiefenhofer | Volt             | 0,5          | –                              |
| –                   | Sonstige         | –            | 2,0                            |

## Wahl 2016
Die Landtagswahl 2016 hatte folgendes Ergebnis:
| Direktkandidat            | Partei           | Stimmen in % | Landtagswahl 2011 Stimmen in % |
| ------------------------- | ---------------- | ------------ | ------------------------------ |
| Raimund Haser             | CDU              | 35,1         | 48,6                           |
| Petra Krebs               | Grüne            | 30,3         | 22,4                           |
| Christian Röhl            | SPD              | 7,5          | 16,4                           |
| Ralf Sauer                | FDP              | 6,1          | 3,3                            |
| Julian Aicher             | ödp              | 1,9          | 3,1                            |
| Michael Konieczny         | DIE LINKE        | 1,9          | 2,2                            |
| Klaus Wirthwein           | Freie Wähler     | 1,2          | —                              |
| Friedrich-Thorsten Müller | AfD              | 13,9         | —                              |
| Marc Hanschur             | ALFA             | 0,8          | —                              |
| Katrin Messinesis         | Menschliche Welt | 0,4          | —                              |
| Gisela Neumann            | REP              | 0,3          | 1,3                            |
| Ulrich Heim               | NPD              | 0,5          | 0,8                            |
| —                         | Sonstige         | —            | —                              |

## Wahl 2011
Die Landtagswahl 2011 hatte folgendes Ergebnis:
| Direktkandidat | Partei    | Stimmen in % | Landtagswahl 2006 Stimmen in % |
| -------------- | --------- | ------------ | ------------------------------ |
| Paul Locherer  | CDU       | 48,6         | 57,6                           |
| Bernd Zander   | Grüne     | 22,4         | 10,1                           |
| Peter Clement  | SPD       | 16,4         | 16,7                           |
| Ralf Sauer     | FDP       | 03,3         | 05,7                           |
| Gudrun Diebold | ödp       | 03,1         | 03,0                           |
| Reinhard Gumz  | DIE LINKE | 02,2         | WASG: 2,1                      |
| Roman Brauchle | Piraten   | 01,9         | —                              |
| Werner Krug    | REP       | 01,3         | 02,0                           |
| Hendryk Feindt | NPD       | 00,8         | 00,9                           |
| —              | Sonstige  | —            | 02,1                           |

## Abgeordnete seit 1976
Bei den Landtagswahlen in Baden-Württemberg hat jeder Wähler nur eine Stimme, mit der sowohl der Direktkandidat als auch die Gesamtzahl der Sitze einer Partei im Landtag ermittelt werden. Dabei gibt es keine Landes- oder Bezirkslisten, stattdessen werden zur Herstellung des Verhältnisausgleichs unterlegenen Wahlkreisbewerbern Zweitmandate zugeteilt.
Der Wahlkreis Wangen wurde seit 1976 jeweils nur durch einen direkt gewählten Abgeordneten der CDU im Landtag vertreten, seit 2016 auch durch eine Abgeordnete der Grünen.
| Partei | Art des Mandats | Gewählte |
| ------ | --------------- | --- |
| CDU    | Erstmandat      | Josef Siedler 1976 Josef Dreier 1980, 1984, 1988, 1992 Helmut Kiefl 1996, 2001 Paul Locherer 2006, 2011 Raimund Haser 2016 |
| CDU    | Zweitmandat     | Raimund Haser 2021 |
| Grüne  | Erstmandat      | Petra Krebs 2021 |
| Grüne  | Zweitmandat     | Petra Krebs 2016 |